# (74162) 1998 QR102
(74162) 1998 QR102 – planetoida z pasa głównego asteroid okrążająca Słońce w ciągu 3,71 lat w średniej odległości 2,4 j.a. Odkryta 26 sierpnia 1998 roku.